# الامحاط (المخادر)

تعديل مصدري - تعديل

الامحاط محلة تابعة لقرية الخضراء، التابعة لعزلة بني سرحة بمديرية المخادر إحدى مديريات محافظة إب في الجمهورية اليمنية، بلغ تعداد سكانها 35 حسب تعداد اليمن لعام 2004.